# Населённые пункты Ярославской области
Ярославская область по состоянию на 1 января 2024 года включает 6029 населённых пункта, в том числе:
- 22 городских населённых пункта (в списках выделены оранжевым цветом), среди которых:
  - 11 городов;
  - 11 посёлков городского типа (рабочих посёлков);
- 6007 сельских населённых пункта (6039 снп — по переписи населения 2010 года).

Населённые пункты в списках распределены по административно-территориальным единицам в рамках административно-территориального устройства области: 6 городам областного значения и 17 районам (в рамках организации местного самоуправления (муниципального устройства) им соответствуют 3 городских округа и 16 муниципальных районов).
Численность населения сельских населённых пунктов приведена по данным переписи населения 2010 года, численность населения городских населённых пунктов (посёлков городского типа (рабочих посёлков) и городов) — по оценке на 1 января 2021 года.

## Города областного значения

### город (городской округ)Ярославль
| № | Населённый пункт | Тип   | Население |
| - | ---------------- | ----- | --------- |
| 1 | Ярославль        | город | 577 279   |

### городПереславль-Залесский
С точки зрения муниципального устройства на территории города областного значения Переславля-Залесского и Переславского района образован городской округ Переславль-Залесский.
| № | Населённый пункт     | Тип   | Население |
| - | -------------------- | ----- | --------- |
| 1 | Переславль-Залесский | город | 37 738    |

### городРостов Великий
С точки зрения муниципального устройства входит в состав Ростовского муниципального района.
| № | Населённый пункт | Тип   | Население |
| - | ---------------- | ----- | --------- |
| 1 | Ростов Великий   | город | 27 298    |

### город (городской округ)Рыбинск
| № | Населённый пункт | Тип   | Население |
| - | ---------------- | ----- | --------- |
| 1 | Рыбинск          | город | 177 295   |

### городТутаев
С точки зрения муниципального устройства входит в состав Тутаевского муниципального района.
| № | Населённый пункт | Тип   | Население |
| - | ---------------- | ----- | --------- |
| 1 | Тутаев           | город | 39 643    |

### городУглич
С точки зрения муниципального устройства входит в состав Угличского муниципального района.
| № | Населённый пункт | Тип   | Население |
| - | ---------------- | ----- | --------- |
| 1 | Углич            | город | 32 719    |

## Районы
О населённых пунктах Ярославской области в составе районов см.:
Населённые пункты Ярославской области в районах (от А до Л);
Населённые пункты Ярославской области в районах (от М до П);
Населённые пункты Ярославской области в районах (от Р до Т);
Населённые пункты Ярославской области в районах (от У до Я).